# 猟犬を伴う皇帝カール5世

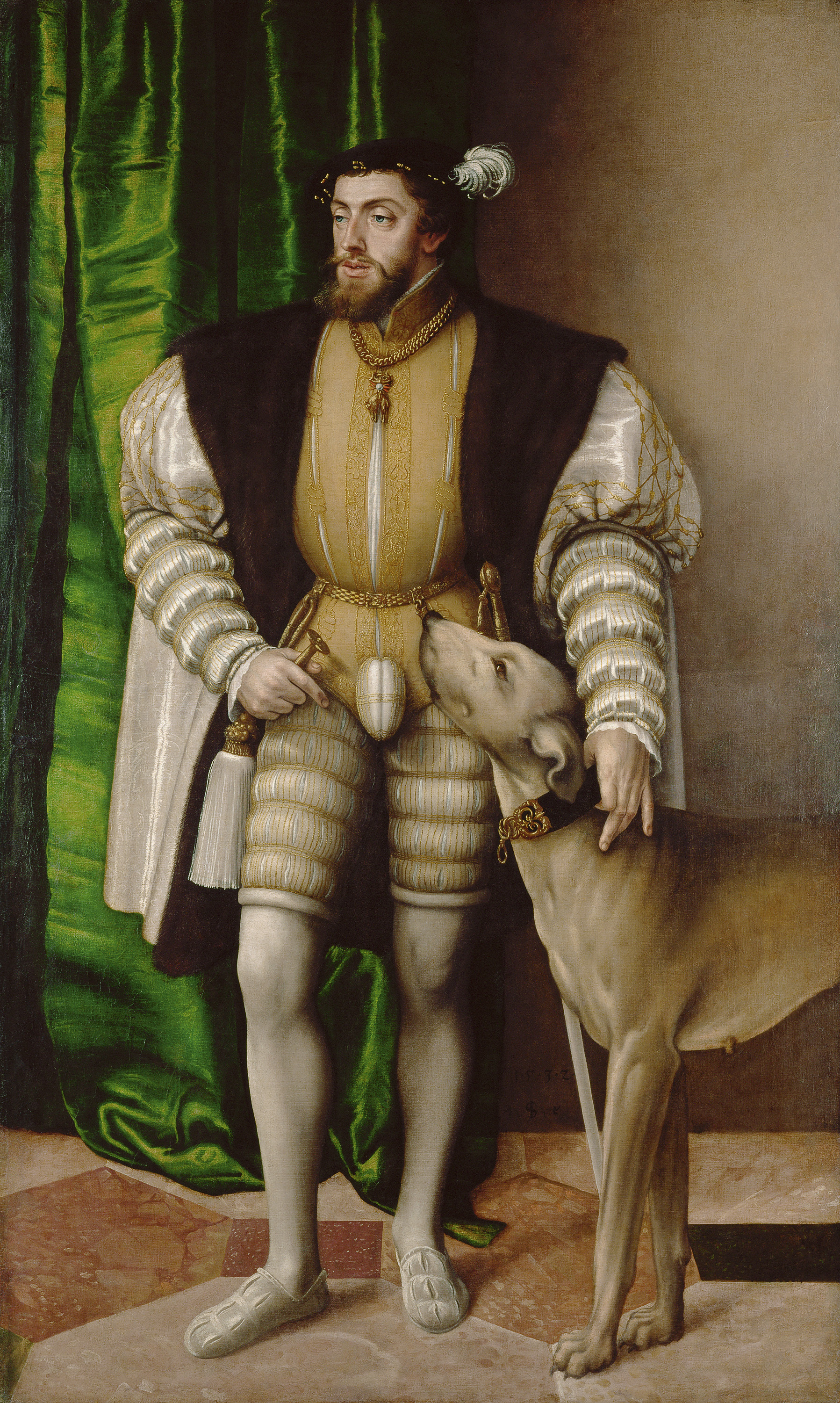
ヤーコプ・ザイゼンエッガーの『皇帝カール5世の肖像』。美術史美術館所蔵。

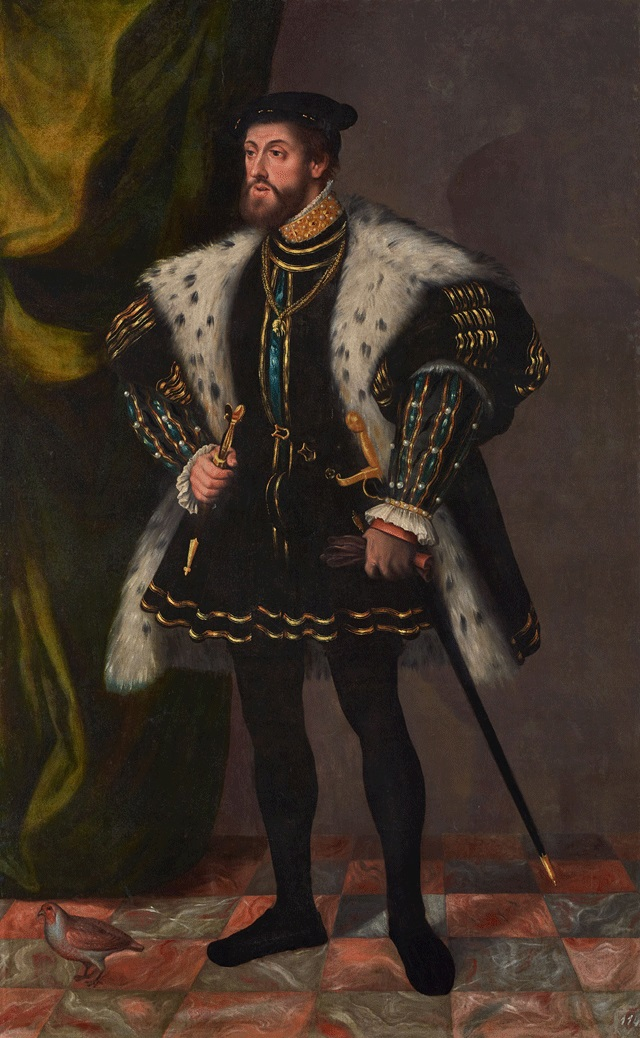
ヤーコプ・ザイゼンエッガーの1530年の肖像画。ラ・アルムダイナ王宮所蔵。

『猟犬を伴う皇帝カール5世』（りょうけんをともなうこうていカール5せい、伊: Imperatore Carlo V con un segugio, 西: El emperador Carlos V con un perro, 英: Emperor Charles V with a Hound）は、イタリア、ルネサンス期のヴェネツィア派の巨匠ティツィアーノ・ヴェチェッリオが1533年に制作した肖像画である。油彩。描かれた人物は神聖ローマ皇帝カール5世（スペイン国王カルロス1世）である。ティツィアーノの卓越した肖像画技術とその画業を語るうえで欠くことのできない作品で、もともとオーストリアの肖像画家ヤーコプ・ザイゼンエッガーが描いた肖像画の複製を制作するために依頼されたが、ティツィアーノは原作を凌駕する完成度で作品を描き上げている。ティツィアーノは1529年から1530年にかけて（もしくは1532年に）カール5世の肖像画を描いており、続いて制作された本作品でカール5世の画家に対する評価を確実なものとした。現在はマドリードのプラド美術館に所蔵されている。

## 制作背景
パトロンであるカール5世とティツィアーノとの関係は1529年までさかのぼる。この年、ティツィアーノはカール5世の関心を得ようとするマントヴァ侯爵フェデリーコ2世・ゴンザーガに招聘され、カール5世の最初の肖像画を描くことになった。この作品は現存していないが、甲冑姿の半身像であったことがジョヴァンニ・ブリート（Giovanni Brito）の木版画とピーテル・パウル・ルーベンスの模写から分かっている。翌1530年、カール5世は教皇クレメンス7世によってボローニャで戴冠し、さらに2年後の1532年に教皇と2度目の会見のためにマントヴァに滞在した（最初の肖像画の制作をこの頃とする見解もある）。本作品の制作はその翌年にボローニャで皇帝と再会したときに依頼された。
一方、オーストリアの画家ヤーコプ・ザイゼンエッガーは1530年から1532年にかけて皇帝の全身の肖像像を5枚制作している。ザイゼンエッガーは1530年にカール5世からの依頼で、マヨルカ島のラ・アルムダイナ王宮に所蔵されている皇帝の最初の全身像を制作した。続く1531年にカール5世の兄弟フェルディナンドの依頼で皇帝の肖像画をプラハで2枚描き、さらに1532年にボローニャで美術館美術館のバージョンを、ラティスボンでノーサンプトンシャーのアシュビー城のバージョンを描いた。

## 作品
カール5世は1532年11月1日のバッサーノへの訪問中の服装と同様の、銀糸の刺繍が施されたブロケードの胴着と黒い毛皮付きの外套を身にまとい、黒い帽子を被り、白い靴を履き、1頭のイギリス産の白い雌の猟犬を伴っている。この宮廷要素と軍事要素の組み合わせは洗練さと権力を組み合わせた皇帝のイメージを投影しており、同時にイタリアに対するカール5世の支配を宣言している。猟犬はザイゼンエッガーが実物を見て描いたと思われる正確さで描写しているのに対して、ティツィアーノはそこまでの正確さで描いていない。しかしティツィアーノの肖像画がザイゼンエッガーのそれよりも優れていることは疑いない。
両者の肖像画は類似しているにもかかわらず、非常に異なる皇帝のイメージを示している。ザイゼンエッガーが同時代の説明と一致する中背の逞しい人物として描いているのに対し、ティツィアーノはカール5世の外見を微妙にしかし決定的に変更し、皇帝らしい優雅さと威厳を備えた人物として描いている。ティツィアーノはザイゼンエッガーに比べてよりスリムな胴体を与え、毛皮で覆われたマントの表面積を増やしている。皇帝の表情にも変化が加えられており、ザイゼンエッガーでは皇帝のまぶたが重たげであるのに対して、ティツィアーノは目を大きく見開かせることで皇帝の顔つきに生気を与え、加えて真っ直ぐで完璧な鼻を与えている。
さらにティツィアーノは皇帝を際立たせるために空間の扱いも改善している。ザイゼンエッガーでは1530年の最初の肖像画と同様の幾何学的な模様の床がティツィアーノよりも高い位置で壁に接しているため、部屋の奥行きが制限されている。これに対してティツィアーノは床の模様を省略し、皇帝をより低い位置に立たせることで空間的な広がりと奥行きの感覚を生み出し、人物像を画面の前面に押し出すと同時に、部屋が大きく見えるように配慮している。またザイゼンエッガーでは画面左の背景を占める緑のカーテンが壁と皇帝を区切る仕切りとなり、空間の狭さを強調する結果となっているが、対照的にティツィアーノはカーテンを画面左端に配置することで皇帝の姿を明確にし、両足の間の空間を解放している。その結果、ティツィアーノのキャンバスはザイゼンエッガーより小さいにもかかわらず、それ以上の空間的な広がりと奥行きを獲得している。ティツィアーノはこれらの変更に加えて、ザイゼンエッガーの冷たい色調を避け、ヴェネツィア派特有の微妙かつ段階的な色彩を使用し、皇帝を包み込む柔らかな絵画空間を構築している。
ただし、2つの作品の関係は複雑である。大多数の専門家はティツィアーノはザイゼンエッガーの後に制作したと考えているが、近年はX線撮影による科学的調査の結果を根拠にティツィアーノが先に制作したとする見解の支持者が増えている。とはいえ、ザイゼンエッガーは1532年の肖像画に見られる要素を含むカール5世の全身の肖像画を、ティツィアーノに先行する1530年から制作し続けている。またティツィアーノが優れた肖像画を制作した後に、別の画家がそれを基により劣った品質で複製を制作したとは考えにくい。そして競争心の強いティツィアーノがより優れた作品を描くことで、同じ分野において先行する他の画家に対して自身の優位性を誇示したいと考えるのは自然な感情であると思われる。実際にティツィアーノの肖像画の優位性はカール5世に認められ、500ドゥカートという高額の報酬と貴族の身分を与えられた直後に、アペレスをともなうアレクサンドロス大王をまねて絵画を描く権利をも与えられた。

## 来歴
絵画はその後スペインの王室コレクションとなったが、1623年に同じくティツィアーノの『パルドのヴィーナス』（Pardo Venus）とともにイギリスに渡ることになる。当時18歳のフェリペ4世はまだ優れた芸術作品に対する関心が薄く、皇太子であった後のイングランド国王チャールズ1世がスペインを訪問した際に両作品を譲り渡した。1650年に清教徒革命によってチャールズ1世が処刑されるとそのコレクションは競売にかけられ、『猟犬を伴う皇帝カール5世』は建築家バルサザール・ガービアーに売却された。スペインの大使アロンソ・デ・カルデナスはフェリペ4世の密命を帯び、宰相ルイス・メンデス・デ・アロの指示のもとで絵画の買収にあたり、バルサザール・ガービアーから本作品を買い戻したほか、ラファエロ・サンツィオの『聖家族』（Sacra Famiglia）、ティントレットの『使徒たちの足を洗うキリスト』（La lavanda dei piedi）、アンドレア・マンテーニャの『聖母の死』（Morte della Vergine）、アンドレア・デル・サルトの『階段の聖母』（Madonna della Scala）、アルブレヒト・デューラーの『自画像』（Autorretrato）といった作品をスペイン王室にもたらした。一方『パルドのヴィーナス』はジュール・マザラン枢機卿に購入されたのちフランス王室コレクションに加わった。

## ギャラリー

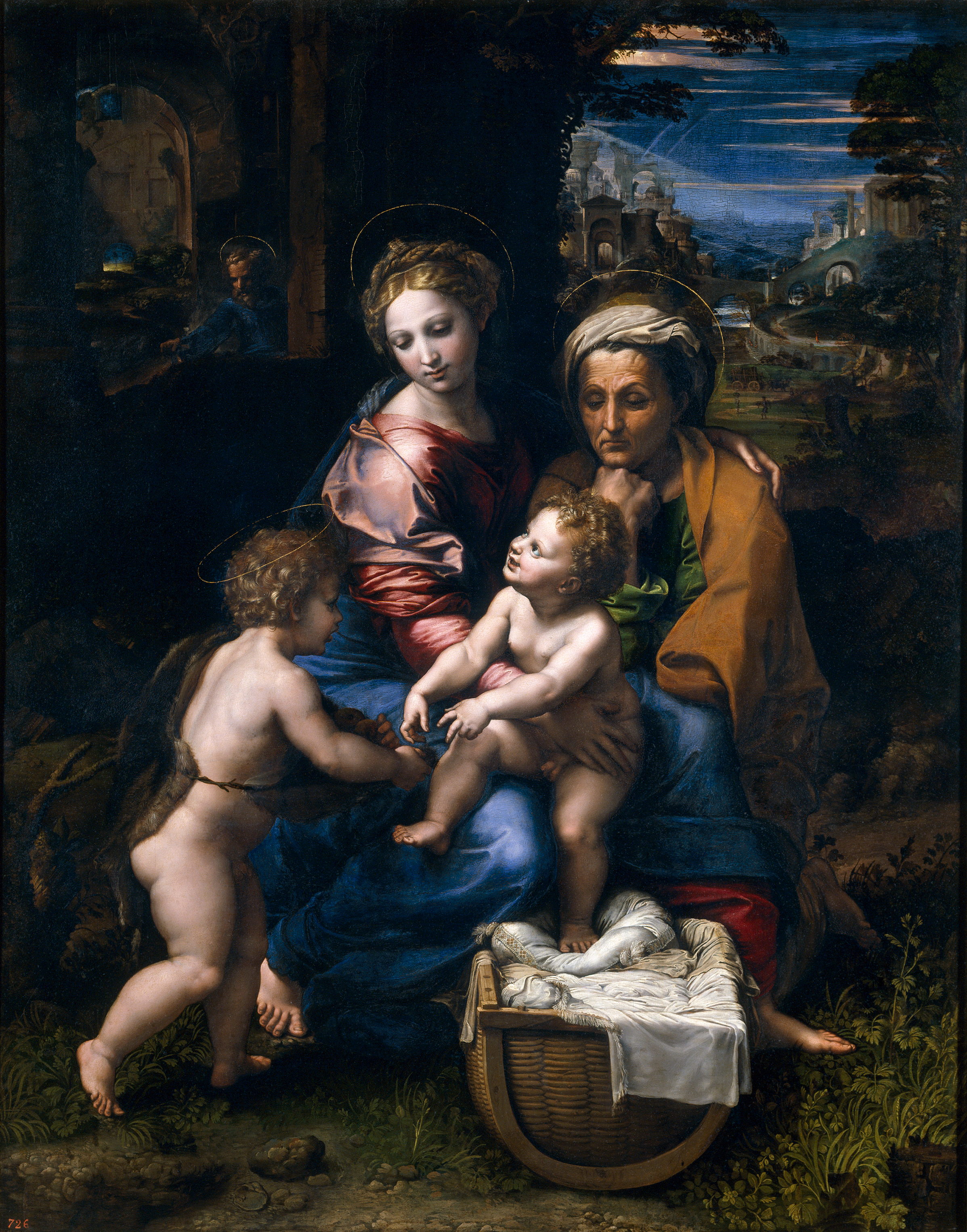
ラファエロ・サンツィオ『聖家族』1518年
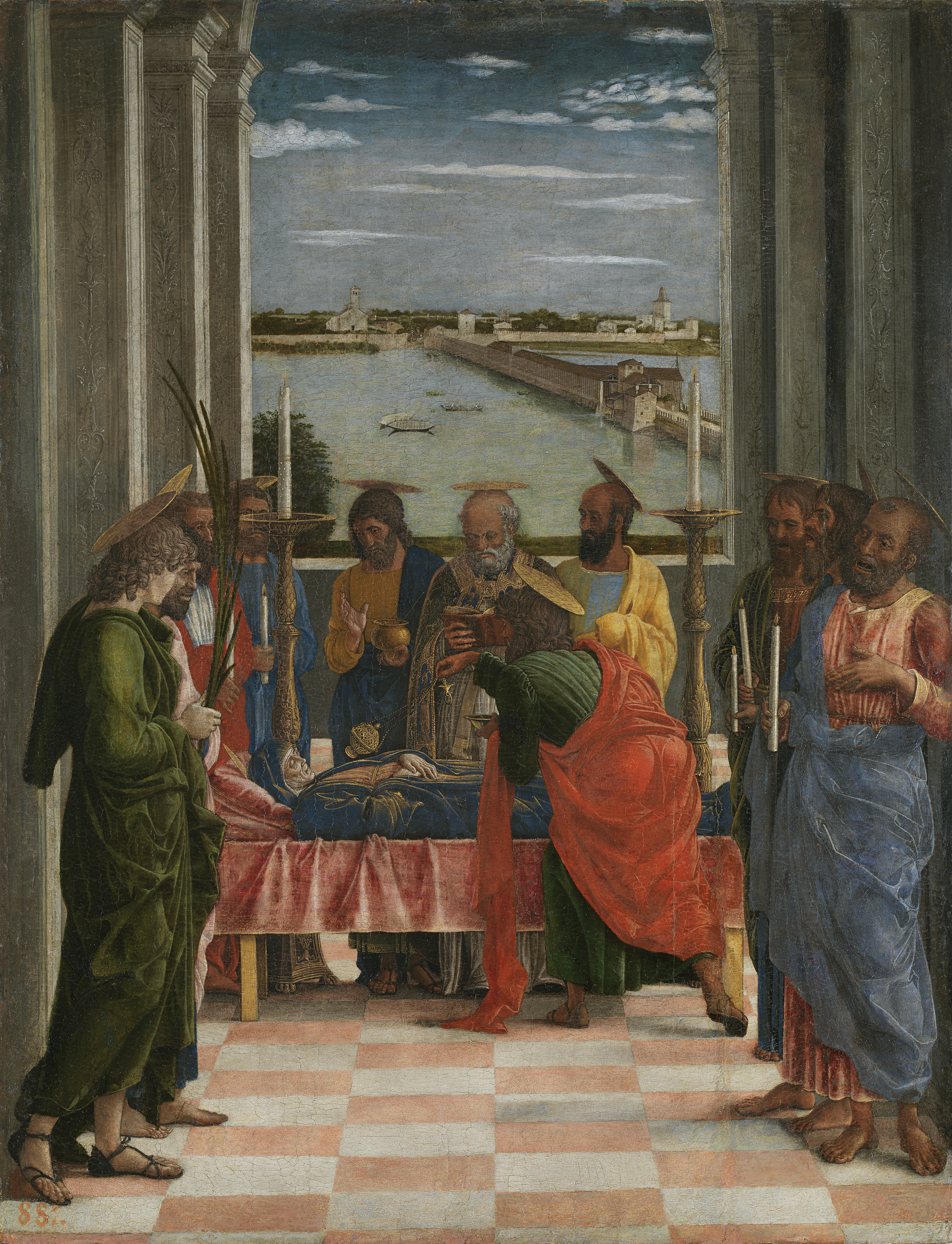
アンドレア・マンテーニャ『聖母の死』1462年頃
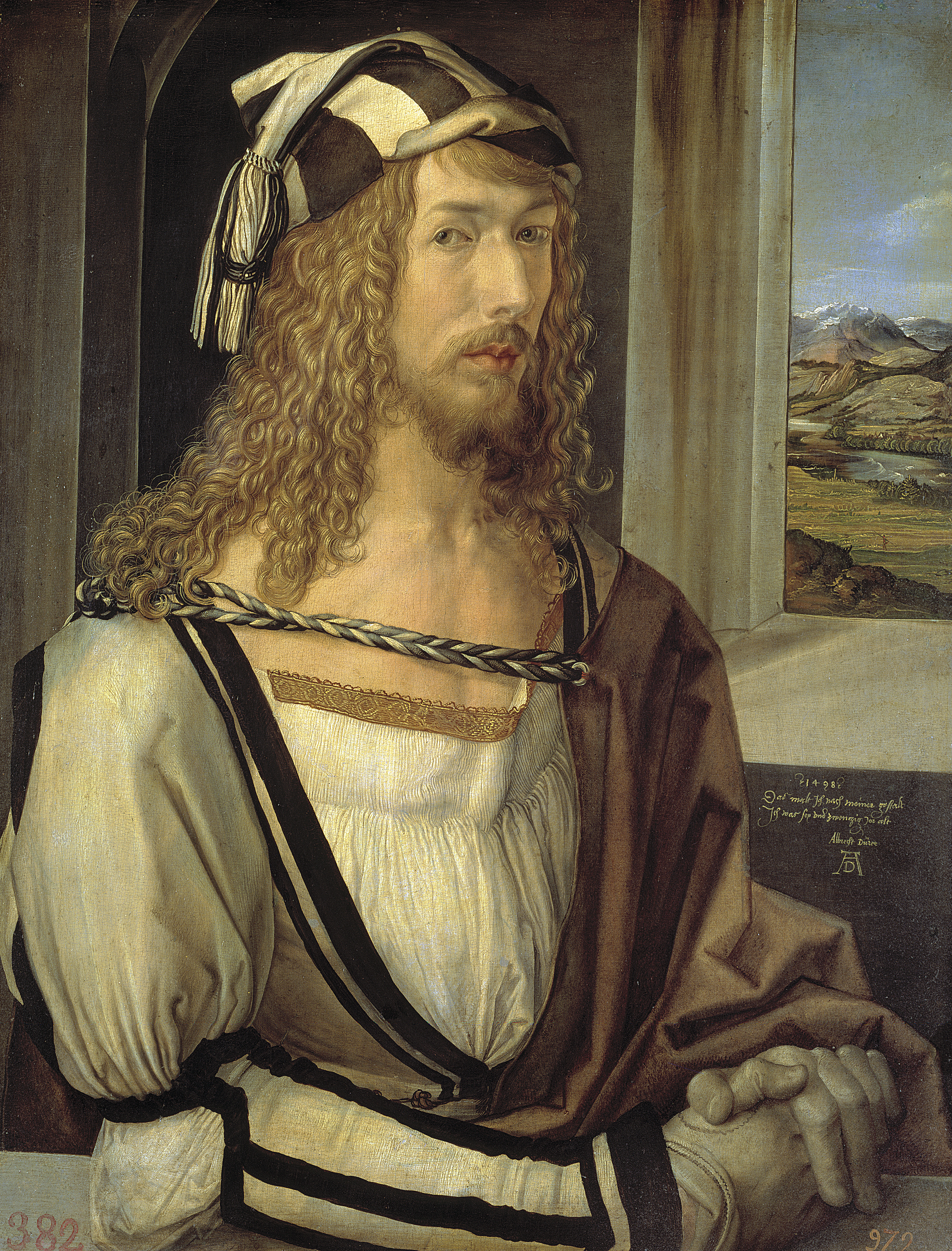
アルブレヒト・デューラー『自画像』1498年
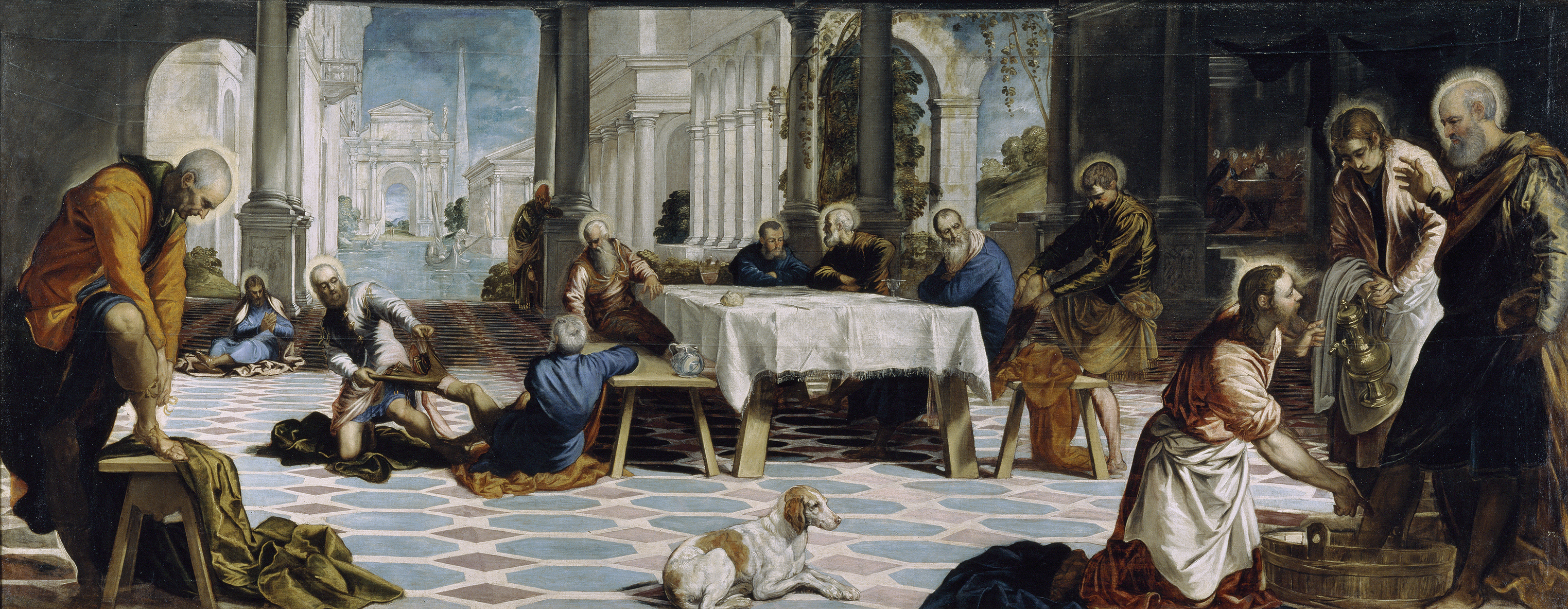
ティントレット『使徒たちの足を洗うキリスト』1548年-1549年頃